# Laurie MacDonald
Pour les articles homonymes, voir MacDonald.
Laurie MacDonald, née le 19 décembre 1953 à Watsonville, est une productrice de cinéma américaine.

## Biographie
Laurie MacDonald a été mannequin pendant un an à Paris dans les années 1970. Elle a ensuite travaillé pour une chaîne de télévision locale de San Francisco en tant que productrice d'un talk show. Au début des années 1980, elle est devenue cadre chez Columbia Pictures et s'est mariée avec Walter F. Parkes en 1983. Le couple s'est lié d'amitié avec Steven Spielberg et, en 1994, ils sont devenus co-dirigeants de la division cinéma de DreamWorks SKG.

## Filmographie
Productrice sauf mention contraire.
- 1995 : Le Patchwork de la vie (productrice déléguée)
- 1996 : Twister (productrice déléguée)
- 1996 : Réactions en chaîne (productrice déléguée)
- 1997 : Men in Black
- 1997 : Le Pacificateur (productrice déléguée)
- 1997 : Amistad (productrice déléguée)
- 1998 : Le Masque de Zorro (productrice déléguée)
- 2000 : Gladiator (productrice déléguée)
- 2002 : La Machine à explorer le temps (productrice déléguée)
- 2002 : Men in Black 2
- 2002 : Le Smoking (productrice déléguée)
- 2002 : Le Cercle
- 2002 : Arrête-moi si tu peux (productrice déléguée)
- 2004 : Le Terminal
- 2004 : Les Désastreuses Aventures des orphelins Baudelaire
- 2005 : Le Cercle 2
- 2005 : The Island (productrice déléguée)
- 2005 : Et si c'était vrai...
- 2005 : La Légende de Zorro
- 2007 : The Lookout (productrice déléguée)
- 2007 : Les Cerfs-volants de Kaboul (productrice déléguée)
- 2007 : Sweeney Todd : Le Diabolique Barbier de Fleet Street
- 2008 : Loin de la terre brûlée
- 2009 : Les Intrus
- 2010 : The Dinner
- 2012 : Men in Black 3
- 2012 : Flight
- 2016 : Rings
- 2019 : Men in Black International de F. Gary Gray
- 2020 : Les Sept de Chicago (The Trial of the Chicago 7) d'Aaron Sorkin
- 2024 : Gladiator 2 de Ridley Scott
- 2024 : Deep Cover de Tom Kingsley